# Archaeosporomycetes
Archaeosporomycetes é uma classe monotípica de fungos do clado Mucoromyceta cuja única ordem é Archaeosporales. O grupo é mais conhecido como formador de micorrizas arbuculares com plantas vasculares terrestres (Tracheophyta). Mas também inclui algumas formas de vida livre em relações simbióticas de endocitose com cianobactérias. As formas de vida livre têm um registo fóssil que data do Pré-Cambriano de 2,2 Ga, bem antes da evolução das Tracheophyta.